# Funeral de Néstor Kirchner

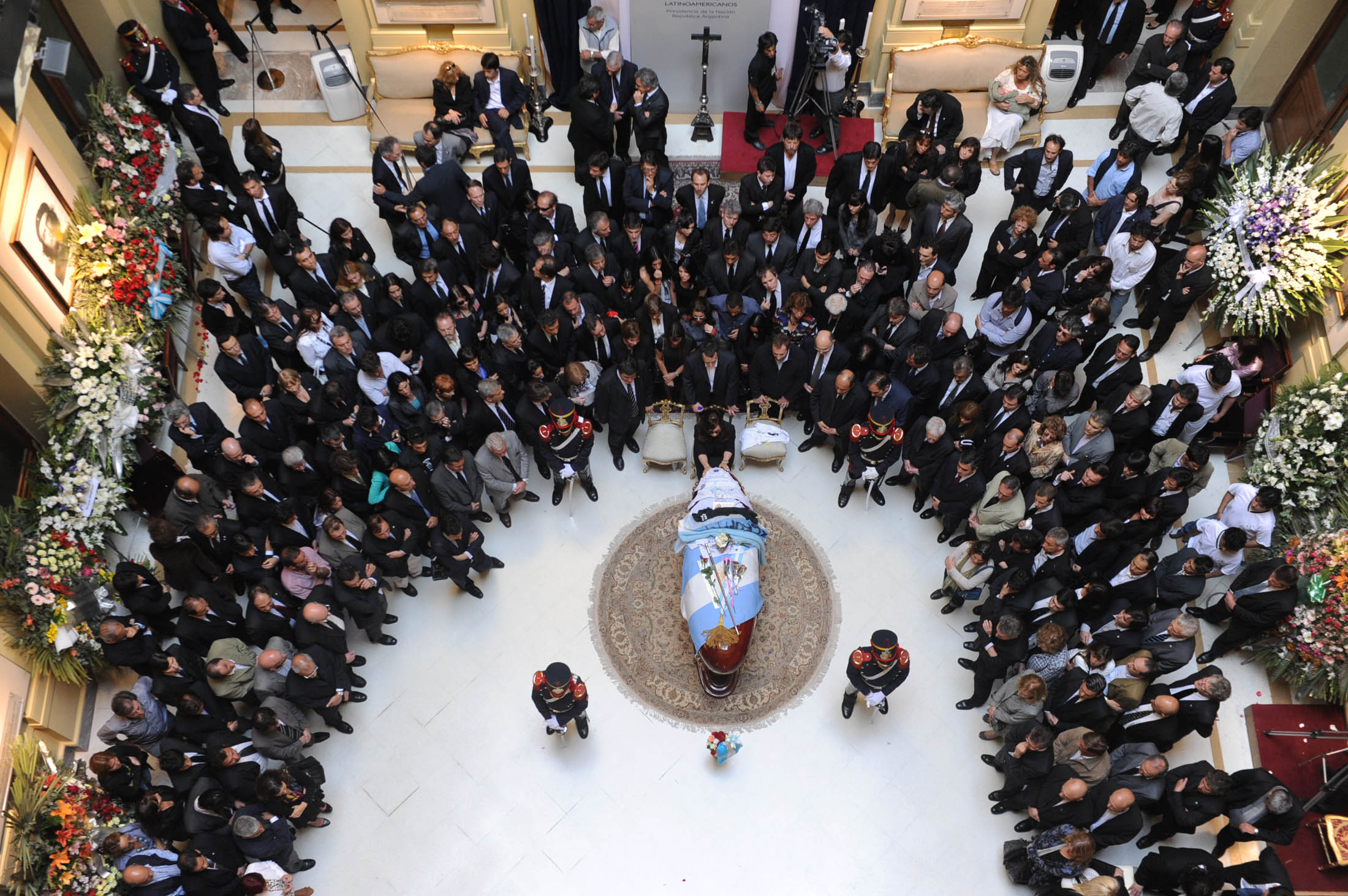
El funeral de Néstor Kirchner.

El funeral de Néstor Kirchner, cuyo fallecimiento se produjo el 27 de octubre de 2010 a causa de un paro cardíaco, se realizó durante cuatro jornadas, hasta el día 30 del mismo mes. Durante ese lapso rigió un duelo nacional que no afectó las actividades normales comerciales y educativas. Participaron del sepelio diferentes figuras de la política nacional e internacional, de la cultura y del espectáculo. Se destacó la visita de múltiples líderes internacionales. Cientos de miles de personas hicieron fila más de ocho horas para poder ingresar a ver al expresidente.
El funeral tuvo cobertura exclusiva las 24 horas del día, durante los tres que duró la ceremonia, en los canales de televisión de aire y los de cable especializados en noticias. Además, las cadenas internacionales de noticias cubrieron el acontecimiento con transmisiones en vivo durante gran parte del velorio. Los diarios nacionales y del mundo se hicieron eco de la noticia a los breves instantes de haber ocurrido, en sus sitios de Internet.
El sepelio fue para el círculo íntimo, con la presencia del entonces presidente de Venezuela Hugo Chávez, pero no fue televisado ni se permitió tomar fotografías. Los restos del expresidente descansan en Río Gallegos, en el panteón familiar de la familia Kirchner.

## Fallecimiento
El expresidente sufrió una descompensación durante la madrugada del 27 de octubre, mientras se encontraba en su residencia familiar en El Calafate, provincia de Santa Cruz.  Había viajado esa semana junto con su esposa, la presidente Cristina Fernández de Kirchner, quien guardaba reposo por unas anginas,  y fue trasladado de urgencia al hospital local José Formenti. Kirchner ya había sido internado de urgencia en otras ocasiones, siendo la anterior en septiembre del 2010, cuando fue sometido a una angioplastia para reparar una arteria coronaria obstruida.  La agencia oficial Télam informó que falleció en el mencionado hospital minutos antes de las 10, hora local, mientras que otras agencias noticiosas afirman que el deceso se produjo a las 9:26 (según el parte oficial) y otras afirman que a las 8 de la mañana ingreso sin vida al hospital José Formenti. El médico personal de Néstor Kirchner, Luis Buonomo, declaró a la prensa que la causa del fallecimiento fue muerte súbita.

## Velatorio
El 27 de octubre de 2010 cientos de miles de argentinos acudieron hasta la Casa Rosada a darle el último adiós al expresidente. Al Salón de los Patriotas Latinoamericanos, habilitado como capilla ardiente, concurrieron multitudes para despedir al exlíder del Partido Justicialista y expresar sus condolencias a la presidenta y viuda, Cristina Fernández de Kirchner. Dicha multitud colapsó la Plaza de Mayo y parte del centro de la ciudad de Buenos Aires. Al igual que en las exequias realizadas a los expresidentes Juan Domingo Perón en julio de 1974 y Raúl Alfonsín en marzo de 2009,   se hizo presente una persistente lluvia durante el velatorio, pero esto no fue suficiente para dispersar a la multitud.
El Gobierno argentino decretó tres días de duelo nacional, según lo establecido por el decreto 1560 firmado por la presidenta, abarcando los días 27, 28 y 29 de octubre. En esos días, la actividad laboral en escuelas y bancos fue normal, teniendo en cuenta las jurisdicciones donde no hubo clases el jueves 28 debido al censo nacional, realizado el día anterior.

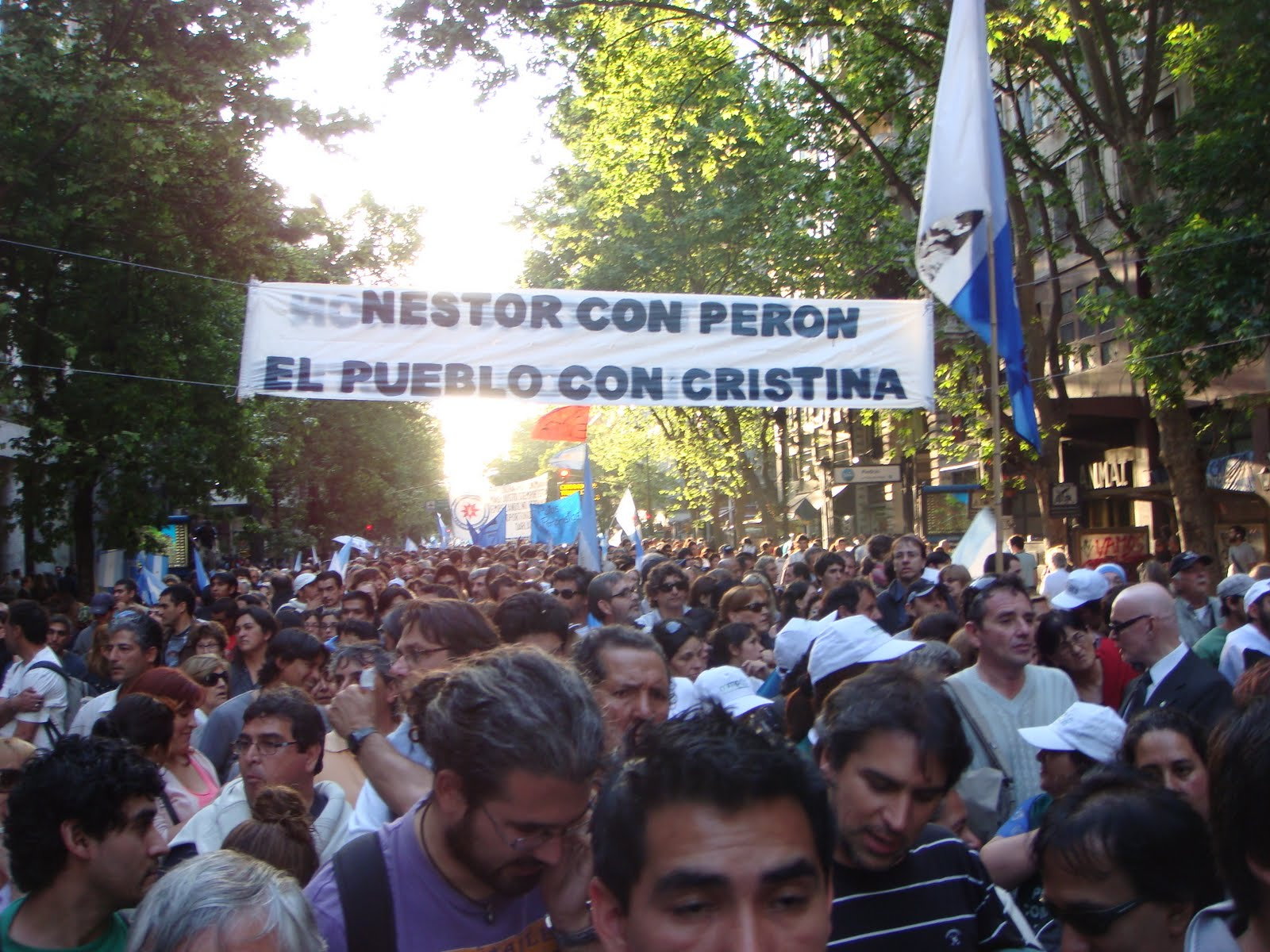
Larga fila de personas sobre la Avenida de Mayo esperando para dar su saludo final a Néstor Kirchner.

Filas de simpatizantes se formaron desde la noche anterior a las puertas de la Casa Rosada, que fueron abiertas a las 10 de la mañana para dar paso a las expresiones de solidaridad. A las 11:20 de la mañana entró hasta el salón la presidenta Cristina Fernández, acompañada de sus hijos Máximo y Florencia, así como de su madre Ofelia Wilhem, haciéndose un silencio general en el salón. La viuda caminó hasta el féretro y lo acarició. El silencio lo rompió una voz anónima que gritó «Viva Cristina, viva Néstor», momento en que fue secundado por los presentes y la presidenta se recargó en el hombro de su hija. 
«Fuerza Cristina», «Estamos de pie junto a vos», «Que el alma de Néstor sea un emblema de justicia para Argentina», «Néstor vive en nuestros corazones», fueron algunos de los mensajes colocados en esos días en el frente de la sede del Gobierno, cuyas banderas ondearon a media asta durante tres días.
Entre los homenajes rendidos por el público en general, se destacó la de un joven tenor quien cantó el Ave María y emocionó a los presentes en el Salón de los Patriotas Latinoamericanos. Cristina Fernández, también visiblemente emocionada, se acercó a saludarlo, en una de las raras ocasiones en que lo hizo, aunque aceptó todas las expresiones de apoyo y solidaridad que le brindó el público.
Hasta el salón llegaron los presidentes Hugo Chávez (Venezuela), Evo Morales (Bolivia), Lula da Silva (Brasil), Fernando Lugo (Paraguay), José Mujica (Uruguay), Juan Manuel Santos (Colombia), Rafael Correa (Ecuador) y Sebastián Piñera (Chile), así como representantes diplomáticos de otras naciones como Patricia Espinosa, canciller de México. Por parte de España acudió el expresidente Felipe González.
Concurrieron también a dar el pésame el líder sindical Hugo Moyano; Estela de Carlotto y Hebe de Bonafini, de las Abuelas y Madres de Plaza de Mayo, y el futbolista Diego Armando Maradona, quien dijo a la prensa haber charlado en días pasados con el fallecido sobre fútbol. «Argentina perdió a un gladiador, que se enojó, que siempre nos sacó del pozo y era respetable en todo», dijo Maradona al retirarse de la casa presidencial. Además, se acercaron al velatorio todos los gobernadores justicialistas, como el de la provincia de Buenos Aires, Daniel Scioli, de San Juan, José Luis Gioja, de Misiones, Maurice Closs, de La Rioja, Luis Beder Herrera, de Formosa, Gildo Insfrán, de Córdoba, Juan Schiaretti, del Chaco, Jorge Capitanich y de Mendoza, Celso Jaque, entre otros. También dieron presencia referentes artísticos y del espectáculo como el popular conductor y productor de televisión Marcelo Tinelli; y los actores Andrea del Boca, Florencia Peña, Nancy Duplaa y Pablo Echarri.
Por otra parte, las ausencias más notadas fueron las del entonces vicepresidente Julio Cobos y las de los expresidentes Eduardo Duhalde, Carlos Menem y Fernando de la Rúa, siendo que los dos primeros no pudieron concurrir por un pedido expreso del propio gobierno nacional, para evitar cualquier episodio que pudiera haber generado un mal momento en la Casa Rosada. En el caso de Duhalde, que se encontraba en Brasil y apresuró su regreso al país para participar del funeral y ofrecer sus condolencias a la presidenta Cristina, vio finalmente frustrados sus deseos de asistir a la ceremonia.

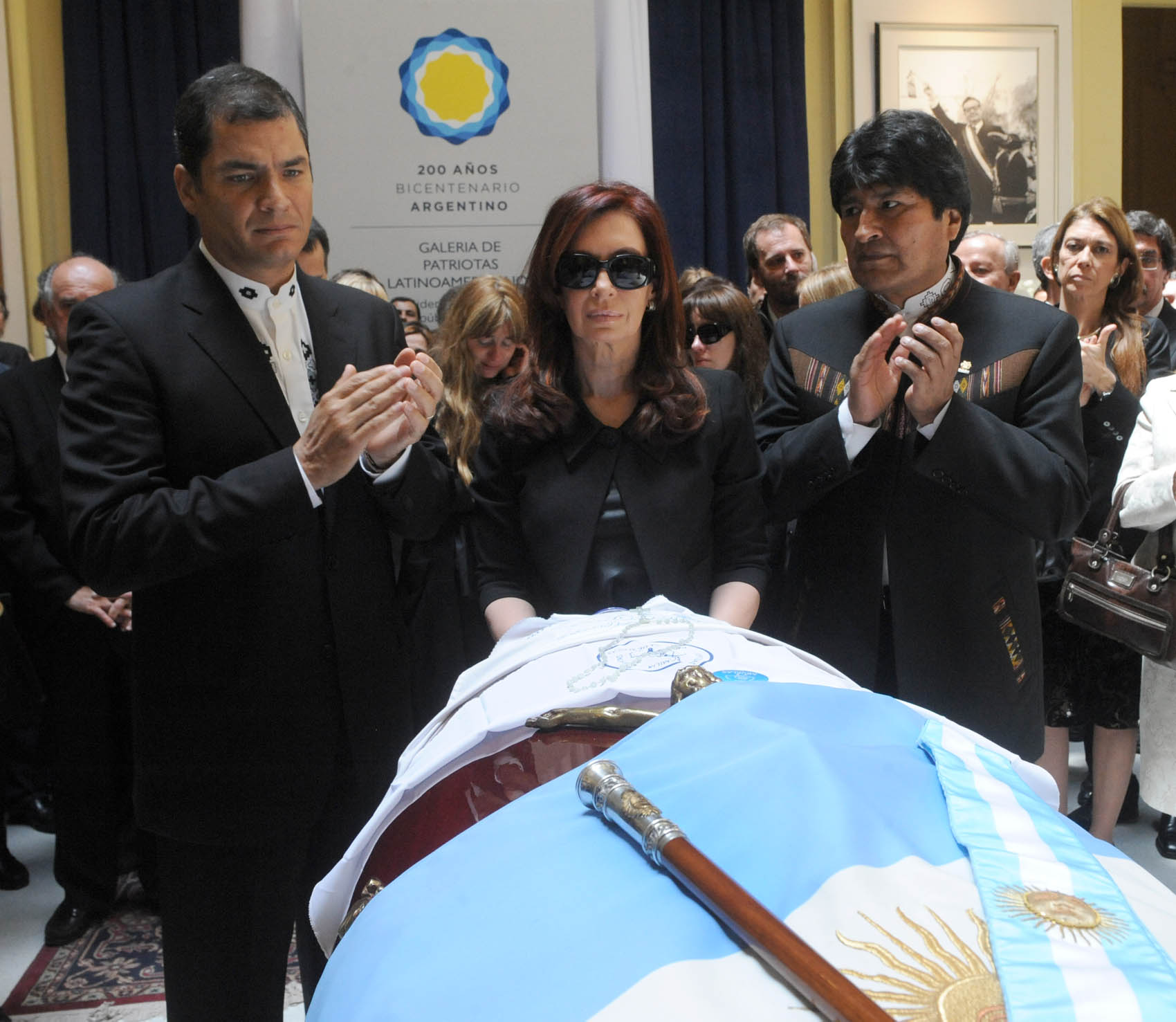
Presidentes Cristina Fernández, Rafael Correa de Ecuador y Evo Morales de Bolivia, durante el funeral de Néstor Kirchner

Luego de cumplir con una fila de al menos seis horas de espera, cientos de miles de personas expresaron sus condolencias. Muchos no ocultaron el dolor que les produjo la pérdida de Kirchner y se mostraron acongojados y con lágrimas en el rostro. En la anexa Plaza de Mayo se dieron cita desde mediodía miles de contingentes de simpatizantes.
En imágenes de la Televisión Pública Argentina se observó cómo en el salón siguió el flujo continuo de ciudadanos y había gente en vela en la Plaza de Mayo. Se rompía en aplausos por momentos. El féretro permaneció ahí hasta las 12 del mediodía, para ser trasladado a su ciudad natal Río Gallegos, ubicada al sur del país, en la provincia de Santa Cruz.
Durante los tres días de duelo y manifestaciones de dolor, no se ha registrado ningún tipo de incidente. Las medidas de seguridad fueron estrictas e incluyeron la instalación de vallados en la Plaza de Mayo, de baños químicos y el reparto de agua para la multitud de asistentes, además del cierre del tránsito en la zona.

## Traslado a Río Gallegos y entierro
Desde la Casa Rosada hasta las inmediaciones del Aeroparque Jorge Newbery, miles de ciudadanos despidieron los restos hasta la terminal aérea, de donde partió la aeronave que los trasladó hasta su ciudad natal Río Gallegos, donde fueron inhumados. Bajo la lluvia, simpatizantes del político fallecido corearon consignas de apoyo y abrieron paso al vehículo en que fueron trasladados sus restos, que avanzó lentamente por largo rato resguardada por agentes de la Policía Federal Argentina, hasta la Avenida 9 de Julio, donde ya fue escoltada por motociclistas y tomó mayor velocidad.
El féretro dejó la Casa Rosada pasadas las trece, hora local, y una caravana, en su mayoría de gente joven, provistos de banderas de Argentina y de carteles con consignas de apoyo marchó por delante. Muchos intentaban tocar el vehículo mortuorio, al que le eran arrojadas flores y banderas. Las consignas «¡Fuerza, Cristina!», «Néstor, querido, el pueblo está contigo», «Para Cristina, la reelección» eran algunas de las que se escucharon a lo largo de la caravana, matizada por himnos, aplausos y vivas al fallecido, cuyos restos fueron cubiertos por una bandera argentina. Fueron miles los que acudieron a las orillas del recorrido hasta el aeropuerto, que le tomó al cortejo setenta minutos completar. El velorio debía finalizar a las diez de la mañana pero se extendió varias horas más por pedido del ministro Aníbal Fernández, debido a que una multitud continuaba llegando a la Casa Rosada para despedir los restos mortales del exmandatario.
En todo el trayecto, que tomó primero por las avenidas Leandro N. Alem, Córdoba, 9 de Julio, Del Libertador y finalmente por la calle Jerónimo Salguero, en imágenes de la televisión se pudieron observar personas despidiendo al cortejo mortuorio. Según reseñó el diario Clarín, en el puente Salguero pudo verse tanto a vecinos de Villa 31, uno de los barrios precarios más populosos de la capital, como del exclusivo Palermo Chico.
Los restos de Kirchner llegaron al Aeroparque Jorge Newbery custodiados por el Regimiento de Granaderos a Caballo General San Martín, que lo depositaron en una cinta transportadora. Fue embarcado luego en un avión Fokker F-28 de la Fuerza Aérea Argentina, matrícula TC-55, que despegó a las 14:36 para aterrizar finalmente en el Aeropuerto Internacional Piloto Fernández de Río Gallegos tres horas más tarde. Posteriormente, fue trasladado hacia el cementerio local en un coche fúnebre acompañado por una multitud en la Autovía 17 de Octubre. Otro contingente de personas esperaban el arribo en el cementerio, a pesar del intenso viento patagónico reinante en la zona. A la entrada del cementerio, Máximo Kirchner tuvo que pedirle a la multitud presente que permitiera circular el auto, ya que ésta se abalanzaba sobre el coche para poder tocarlo.

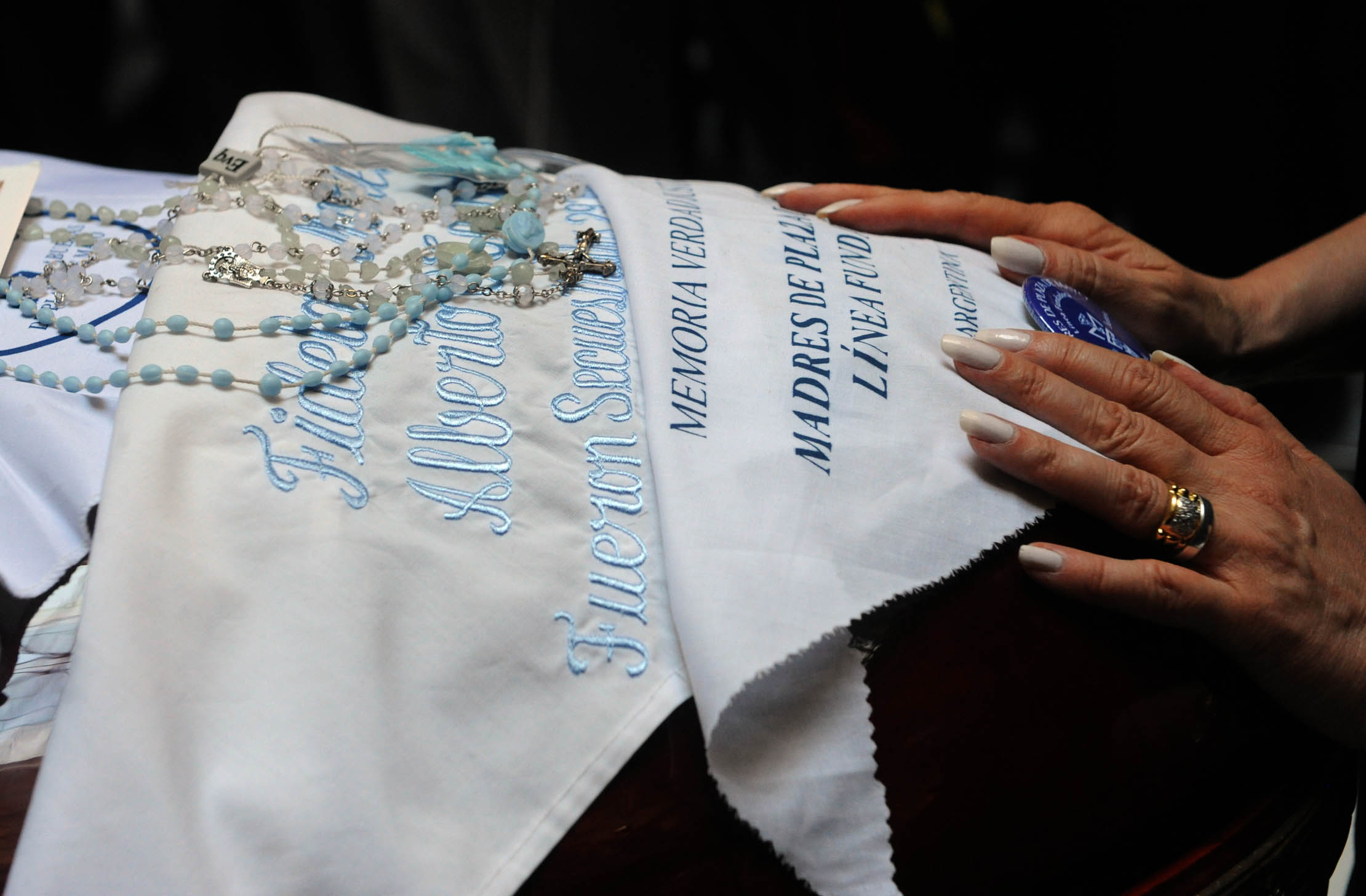
Pañuelos de las Madres de Plaza de Mayo, puestos por integrantes de dicha asociación sobre el féretro del expresidente, en reconocimiento a su política de Derechos Humanos.

En Río Gallegos numerosas personas esperaban la llegada del cuerpo al lado de la ruta y en las inmediaciones del cementerio municipal, portando flores y carteles de aliento. Los restos mortales arribaron a las cinco y media de la tarde, hora local, a su destino final. El recorrido de siete kilómetros entre el aeropuerto y el cementerio duró cerca de tres horas. La gente insistía en acercarse al cortejo, pero la policía lo impedía, hasta que la presidenta Cristina Fernández indicó a los oficiales que permitieran a la gente estar cerca.
Finalmente, el 1 de noviembre, la presidenta agradeció por cadena nacional el apoyo recibido durante las exequias. El video se publicó en el canal oficial de YouTube del gobierno.

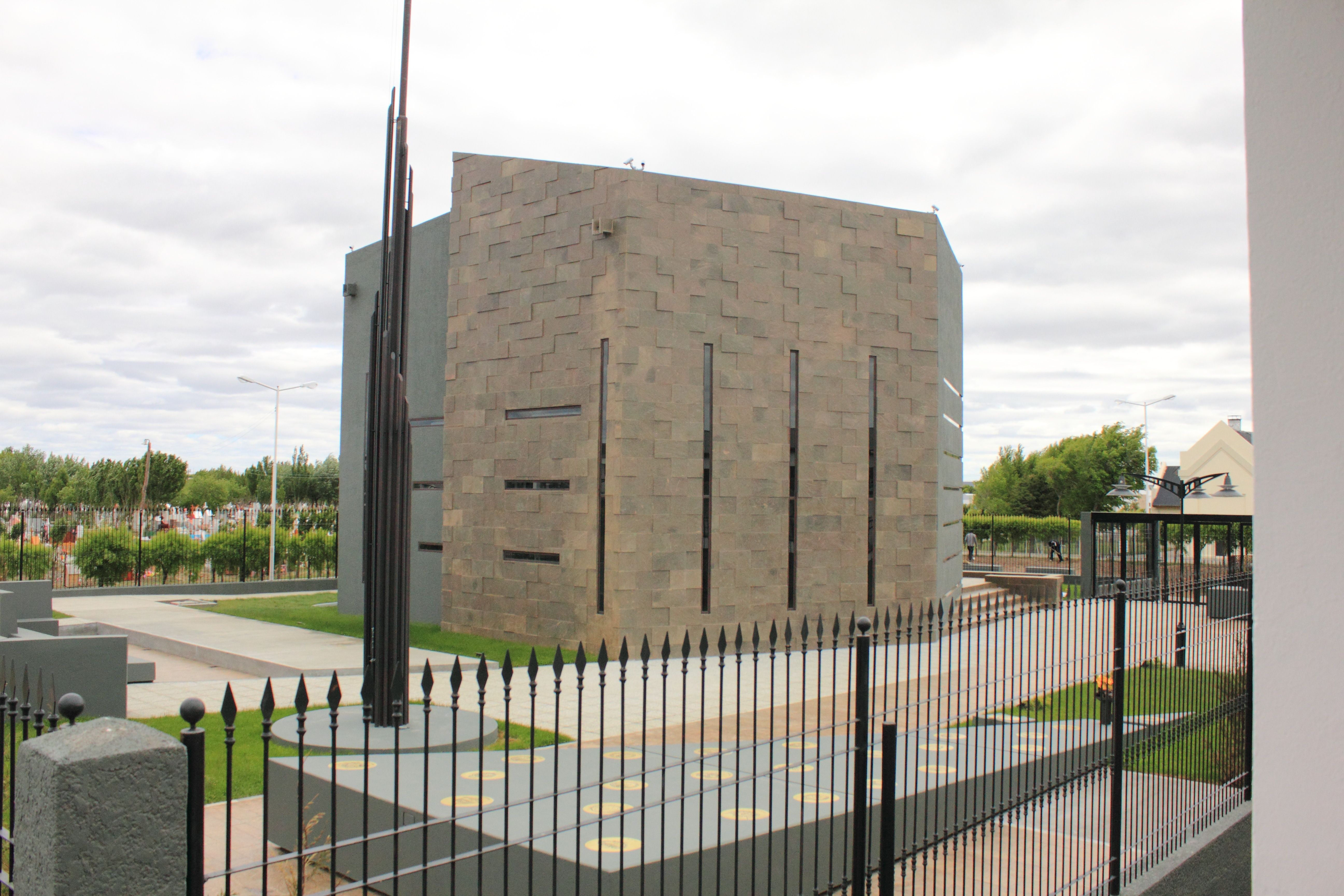
Mausoleo del expresidente de la Argentina: Néstor Kirchner, en el cementerio de Río Gallegos.

El entierro no fue televisado ni se permitió tomar fotografías.  El último día se le solicitó a la prensa que retirara a los periodistas que aguardaban frente a la casa de la familia Kirchner en Río Gallegos en espera de notas y tomar imágenes. De la ceremonia de inhumación participó la familia, el círculo íntimo y el presidente de Venezuela Hugo Chávez. Los restos descansan en la bóveda de Carlos Kirchner, tío del expresidente. Medios locales destacaron que las tres florerías de Río Gallegos quedaron desabastecidas. «Vuelve a casa», tituló uno de los periódicos locales.

## Reacciones internacionales
Los líderes de los países de todo el mundo manifestaron a la presidenta argentina su pesar por el fallecimiento de su esposo, siendo Hugo Chávez el primero en hacerlo a través de la dirección de Twitter de la mandataria argentina.

Ay mi querida Cristina... Cuánto dolor! Qué gran pérdida sufre la Argentina y Nuestra América! Viva Kirchner para siempre!
Hugo Chávez en Twitter

Barack Obama señaló que Néstor Kirchner jugó un papel significativo en la vida política de su país y desde Unasur había abierto un nuevo capítulo en la región. Por su parte, el secretario general de la ONU, Ban Ki-moon, lo definió como un amigo de Naciones Unidas que creía en el multilateralismo, en el momento de expresar su tristeza por su fallecimiento. Sebastián Piñera indicó que el fallecimiento lo afectó muy fuertemente desde el punto de vista personal y representa una gran pérdida para la República Argentina y para América del Sur, y lo definió como un hombre que dedicó su vida al servicio público para el mundo entero. Además de Argentina, ocho países sudamericanos declararon duelo oficial por la muerte de Kirchner: Bolivia, Brasil, Venezuela, Paraguay, Uruguay, Chile, Colombia y Ecuador.

## Cobertura en los medios de comunicación
Los canales de televisión argentinos de aire y los de cable noticiosos transmitieron los tres días de velorio las 24 horas del día, en forma ininterrumpida. La señal fue generada por el canal oficial, Canal 7, con la autorización a los demás canales de retransmitirla. La dirección estuvo a cargo del director de noticias del canal público, con cámaras frente al ataúd con el primer plano de la familia del expresidente.
El Canal 7 puso en su logo distintivo una cinta de luto, y el último día esa cinta fue agregada por los demás medios siendo TN, del grupo Clarín, el último en hacerlo. Los operadores del canal 7 controlaron las cámaras en todo momento, lo que fue criticado por las pocas o ninguna aparición de dirigentes opositores, como en los casos de Francisco de Narváez, Mauricio Macri o Felipe Solá. La dirigencia formó un hemiciclo frente al féretro, ocupando la presidenta por momentos el centro, y otras veces un extremo.
Los programas más vistos de la televisión argentina en ese entonces fueron levantados hasta el lunes. El presentador de televisión Marcelo Tinelli decidió no emitir su programa Showmatch. Canal 9 y Telefe cambiaron su programación para dedicarla exclusivamente al evento. América TV emitió una edición especial de su noticiero emitiendo en paralelo con su canal de noticias América 24. Por su parte, el canal Encuentro dedicó los tres días a emitir especiales en homenaje al político fallecido, recordando su asunción, discursos y otros aspectos importantes de su vida.
El canal estadounidense de noticias CNN también cubrió en directo gran parte del funeral, y su señal en español tomó la transmisión oficial de la televisión argentina, al igual que otros canales internacionales de noticias como Globovisión. Los canales ingleses BBC World y la alemana Deutsche Welle también hicieron mención al suceso.
Por su parte, los principales diarios extranjeros difundieron la noticia en sus páginas de Internet, principalmente los medios sudamericanos y españoles, en los que la cobertura fue más importante. El País, de España, empezó a pronosticar sobre lo que produciría políticamente esta muerte. Fue también noticia principal en su competidor El Mundo. También hicieron eco del suceso el chileno El Mercurio, el uruguayo El País, el brasileño O Globo y el colombiano El Espectador, entre muchos otros. Igual impacto tuvo la novedad en la radio, tanto AM como FM los programas se dedicaron exclusivamente al hecho cambiando su temática habitual.